# Цигленица Загорска
Цигленица Загорска је насељено место у саставу општине Свети Криж Зачретје у Крапинско-загорској жупанији, Хрватска. До територијалне реорганизације у Хрватској налазила се у саставу старе општине Забок.

## Становништво
На попису становништва 2011. године, Цигленица Загорска је имала 620 становника.

## Попис1991.
На попису становништва 1991. године, насељено место Цигленица Загорска је имало 666 становника, следећег националног састава:
| Попис 1991.‍  | Попис 1991.‍  | Попис 1991.‍ | Попис 1991.‍ | Попис 1991.‍ |
| ------------ | ------------ | ----------- | ----------- | ----------- |
|              |              |             |             |             |
| Хрвати       | Хрвати       |             | 653         | 98,04%      |
| неопредељени | неопредељени |             | 1           | 0,15%       |
| непознато    | непознато    |             | 12          | 1,80%       |
| укупно: 666  |              |             |             |             |